# 浮腫
浮腫（ふしゅ）とは、顔や手足などの末端が体内の水分により痛みを伴わない形で腫れる症候。むくみともいう。
英語では “edema” で、語源はギリシャ語の「腫れる」を意味する “οἰδεῖν (oidein)” から派生した “οίδημα (oidema)”。

## 病態
細胞組織の液体（細胞間質液）と血液の浸透圧バランスが崩れ、細胞組織に水分が溜まって腫れる。浮腫発症のメカニズムとしては浸透圧の低下、血圧上昇（静脈・リンパ管の鬱滞あるいは閉塞）、血管透過性亢進などがあげられる。
- 炎症反応によるものの場合には、サイトカインやケモカイン、神経伝達物質により血管の透過性亢進により血管から間質へ水分が移動する。
  - eg.遺伝性血管性浮腫（英語版）(HAE)ではブラジキニンにより発症する。
- 心疾患では静脈圧の上昇が主因となり、間質へ水分が移動する。eg.心不全
- 肝疾患・腎疾患などによるものの場合には、アルブミンなどの蛋白質を喪失することにより、血液の浸透圧が低下し、間質へ水分が移動することにより浸透圧バランスをとるため、浮腫をきたす。eg. 肝硬変、ネフローゼ症候群、蛋白漏出性胃腸症、栄養失調
低アルブミン血症の場合、下肢の圧痕が消失するまでの時間が40秒以内であることが多い。血清アルブミン値 3.0g/dL以下であれば、多くが 圧痕消失時間(pit recovery time) ≦ 40秒となりうると報告されている[1]。
- 甲状腺機能低下症に伴う粘液水腫は、アルブミンとムコ多糖類の結合物が間質に貯留した状態で、水分の貯留による浮腫とは病態が異なる。非圧痕浮腫 (non-pitting edema) と呼ばれる。

## 分類

### 範囲による分類
浮腫が起こっている場所によって全身性浮腫と局所性浮腫に分けられる。

### 性質による分類
圧痕浮腫 (pitting edema) と非圧痕浮腫 (non-pitting edema) に分けられる。浮腫のある部分を押さえつけた後に放置しても圧痕を残すものを圧痕浮腫、圧痕が残らず弾性を持つものを非圧痕浮腫と呼ぶ。
- 圧痕浮腫の原因: 心不全、ネフローゼ症候群、肝硬変、薬剤性など。
- 非圧痕浮腫の原因: 甲状腺機能低下症による粘液水腫、好酸球性血管性浮腫 (angioedema with eosinophilia)[2][3]、リンパ水腫など。

## アプローチ
まず第一に全身性浮腫か局所性浮腫かどうかの判断を行う。全身性浮腫の初期段階は局所性浮腫のようにみえることもあるため注意が必要である。全身性浮腫には心原性（心不全など）、腎原性（腎不全やネフローゼ症候群など）、肝疾患（肝硬変など）、内分泌疾患（甲状腺機能低下症など）、妊娠中毒症、低栄養（低アルブミン血症やビタミン欠乏症など）、薬物性（非ステロイド性抗炎症薬やステロイド性抗炎症薬）、血管浮腫（局所の場合もある）などが知られている。唇や眼瞼が腫れる血管浮腫とは真皮のアレルギー反応であり、表皮のアレルギー反応である蕁麻疹と対比されることが多く、治療も共通である。全身性浮腫の場合は原則としては重力にしたがって下から上の順に発症する。立位をとっている場合は、足の甲からはじまり、脛骨前面、大腿、下腹部（腹水）、胸部（胸水）、顔面という順に進行する。全身性浮腫の頻度としては心不全、腎不全、肝硬変などが多い。非圧痕浮腫の場合は甲状腺機能低下症による全身性浮腫の可能性が高く、頸静脈の怒脹やBNP高値を認める場合は心不全の可能性が高い。全身性浮腫の可能性が低いと判断したら局所性浮腫を疑う。局所性浮腫には閉塞性と非閉塞性の原因がある。閉塞性には深部静脈血栓症やリンパ管浮腫、腫瘍や動脈瘤や後腹膜線維症などによる圧迫などでおこる。非閉塞性の原因には蜂窩織炎、痛風、偽痛風などがあげられる。

## 治療
緊急性がなければ治療は不要である。原因疾患の治療のほうが重要である。浮腫自体の対症療法としてはナトリウムの制限、水の制限、利尿薬の投与がある。また、尿量観察として膀胱留置カテーテルを挿入することもある。検査の結果疾患が見当たらなければ、室内での階段の上り下りや爪先立ちなど、筋肉を鍛えることで改善する場合もある。